# روز سوفيب
```
روز سوفيب
 ناشطة في مجال 
حقوق المرأة
 في 
كمبوديا
، والمديرة التنفيذية للنوع الاجتماعي والتنمية في كمبوديا (GADC)، وداعية للمساواة بين الجنسين، تعمل روز كوسيط بين الحكومة 
والمجتمع المدني
، حيث تقدم خبراتها الفنية في مجالات مثل العنف القائم على النوع الاجتماعي إلى المنظمات الحكومية وغير الحكومية على حد سواء.
[
1
]
```

وقد كتب عنها في أحد الأبحاث بأنها تستنبط ندرة المعلومات الدقيقة في ثقافة الصمت. حيث قالت لصحيفة «بوست ويك إند»: «سمعت عدة مرات أن النساء يقمن بذلك بهدوء. لكن لا يمكنني حساب عددهم. لا يوجد بحث حول هذا.» بالنسبة إلى روز، فإن التحدث علنًا عن المفاهيم الخاطئة - بعبارات واضحة - هو شيء قوبل بالغضب. حيث صرحت قائلة «الناس يشعرون أن هذه ليست لغة مناسبة».